# Electric Banana Tajm
Electric Banana Tajm är ett samlingsalbum av bandet Electric Banana Band med Lasse Åberg och Klasse Möllberg som gavs ut 1998. Skivan innehåller låtar inspelade mellan 1981 och 1998.

## Låtlista
All musik är skriven av Janne Schaffer och alla texter är skrivna av Lasse Åberg.
1. "Electric Banana Tajm" (Balla Trazan Apansson) – 3:14 (Inspelad 98)
  - Lasse Åberg – sång
  - Klasse Möllberg – sång
  - Janne Schaffer – gitarr
  - Per Lindvall – trummor, percussion
  - Peter Ljung – keyboards
  - Kör:
  - Maria Wickman
  - Henrik Rongedal
  - Magnus Rongedal
2. "Fiskprata" – 0:42 (Inspelad 98)
  - Lasse Åberg – prat
  - Klasse Möllberg – prat
3. "Min Piraya Maja" – 3:52 (Inspelad 98)
  - Lasse Åberg – sång
  - Klasse Möllberg – sång
  - Janne Schaffer – gitarr
  - Per Lindvall – trummor, percussion
  - Peter Ljung – keyboards
  - Sven Lindvall – bas
  - Kör:
  - Maria Wickman
  - Henrik Rongedal
  - Magnus Rongedal
4. "Rap-Hönan" – 3:35 (Inspelad 95)
  - Henrik Rongedal – sång
  - Magnus Rongedal – sång
  - Janne Schaffer – gitarr
  - Per Hedtjärn – trummor
  - Stefan Blomquist – keyboards
5. "Pelikanen" – 4:12  (Inspelad 84 & 98)
  - Lasse Åberg – sång
  - Klasse Möllberg – sång
  - Janne Schaffer – gitarr
  - Per Lindvall – trummor, percussion
  - Peter Ljung – keyboards
  - Robert Ivansson – trumloopar, redigering
  - Kör:
  - Maria Wickman
  - Henrik Rongedal
  - Magnus Rongedal
  - Inspelad 1984, remixad med pålägg våren 1998.
6. "Det finns för mycket sånger om kärlek" – 3:02 (Inspelad 98)
  - Maria Wickman – sång
  - Janne Schaffer – gitarr
  - Per Lindvall – trummor, percussion
  - Peter Ljung – keyboards
  - Sven Lindvall – bas
  - Kör:
  - Henrik Rongedal
  - Magnus Rongedal
7. "Tropical Fruits" – 3:57 (Inspelad 98)
  - Lasse Åberg – sång
  - Klasse Möllberg – sång
  - Janne Schaffer – gitarr
  - Per Lindvall – trummor, percussion
  - Peter Ljung – keyboards
  - Sven Lindvall – bas
  - Kör:
  - Maria Wickman
  - Henrik Rongedal
  - Magnus Rongedal
8. "Banana Split" – 3:40 (Inspelad 98)
  - Lasse Åberg – sång
  - Klasse Möllberg – sång
  - Janne Schaffer – gitarr
  - Per Lindvall – trummor, percussion
  - Peter Ljung – keyboards
  - Tommy Cassemar – bas
  - Robert Ivansson – trumloopar, redigering
  - Kör:
  - Maria Wickman
  - Annica Boller
  - Marianne Flynner
  - Henrik Rongedal
  - Magnus Rongedal
  - Inspelad 1981, 1982 och 1984; remixad med pålägg våren 1998,
9. "Tjejbaciller" – 2:32 (Inspelad 98)
  - Lasse Åberg – sång
  - Klasse Möllberg – sång
  - Janne Schaffer – gitarr
  - Per Lindvall – trummor, percussion
  - Björn J:son Lindh – flöjt
  - Peter Ljung – keyboards
  - Sven Lindvall – bas
  - Kör:
  - Maria Wickman
  - Henrik Rongedal
  - Magnus Rongedal
10. "Byråprata" – 0:27 (Inspelad 98)
  - Lasse Åberg – prat
  - Klasse Möllberg – prat
11. "Jag ska bli en byråkrat" – 3:37 (Inspelad 98)
  - Klasse Möllberg – sång
  - Körarrangemang:
  - Janna Wettergren
  - Henrik Rongedal
  - Magnus Rongedal
  - Kör:
  - Henrik Rongedal
  - Magnus Rongedal
  - Banottos:
  - Janna Wettergren
  - Joel Ydring
  - Ylva Trankell
  - Joakim Schuster
  - Anna Grönlund
  - Viveca Hallgrim
  - Magnus Karlén
12. "Flockrock" – 4:04  (Inspelad 86)
  - Lasse Åberg – sång
  - Klasse Möllberg – sång
  - Janne Schaffer – gitarr
  - Per Lindvall – trummor, percussion
  - Peter Ljung – keyboards
  - Kör:
  - Maria Wickman
  - Annika Boller
  - Marianne Flynner
13. "Bonka Bonka" – 2:55  (Inspelad 84)
  - Lasse Åberg – sång
  - Klasse Möllberg – sång
  - Janne Schaffer – gitarr
  - Per Lindvall – trummor, percussion
  - Peter Ljung – keyboards
  - Tommy Cassemar – bas
  - Kör:
  - Maria Wickman
  - Annika Boller
  - Marianne Flynner
14. "Olyckans sång" – 2:25  (Inspelad 81)
  - Ted Åström – sång
  - Janne Schaffer – gitarr
  - Per Lindvall – trummor, percussion
  - Björn J:son Lindh – keyboards
  - Christian Veltman – bas
15. "Julprata" – 0:33 (Inspelad 98)
  - Lasse Åberg – prat
  - Klasse Möllberg – prat
16. "Hårda paket" – 4:00 (Inspelad 95)
  - Eric Lidwall – sång
  - Janne Schaffer – gitarr
  - Per Hedtjärn – trummor
  - Stefan Blomquist – keyboards
  - Johan Granström – bas
  - Kör:
  - Henrik Rongedal
  - Magnus Rongedal
17. "Var som en anka" – 3:45 (Inspelad 98)
  - Lasse Åberg – sång
  - Klasse Möllberg – sång
  - Maria Wickman – sång
  - Henrik Rongedal – sång
  - Magnus Rongedal – sång
  - Janne Schaffer – gitarr
  - Per Lindvall – trummor, percussion
  - Sven Lindvall – bas
  - Kör:
  - Maria Wickman
  - Henrik Rongedal
  - Magnus Rongedal
18. "Banankontakt av tredje graden" – 4:23  (Inspelad 82)
  - Lasse Åberg – sång
  - Klasse Möllberg – sång
  - Janne Schaffer – gitarr
  - Per Lindvall – trummor, percussion
  - Peter Ljung – keyboards
  - Tommy Cassemar – bas
19. "Zwampen" – 4:04 (Inspelad 84)
  - Lasse Åberg – sång
  - Klasse Möllberg – sång
  - Janne Schaffer – gitarr
  - Per Lindvall – trummor, percussion
  - Peter Ljung – keyboards
  - Tommy Cassemar – bas
  - Kör:
  - Maria Wickman
  - Annika Boller
  - Marianne Flynner
20. "Kineser" – 5:03 (Inspelad 95)
  - Lasse Åberg – tal
  - Janne Schaffer – gitarr
  - Stefan Blomquist – keyboards
21. "Slutprata" – 0:18 (Inspelad 98)
  - Lasse Åberg – prat
  - Klasse Möllberg – prat

All musik är arrangerad av Janne Schaffer.